# Attila Végh
Attila Végh (ur. 9 sierpnia 1985 w Dunajskiej Stredzie) – słowacki zawodnik mieszanych sztuk walki pochodzenia węgierskiego. Czternastokrotny mistrz Węgier w kenpō karate oraz mistrz Europy i mistrz świata z 2006 roku. Zwycięzca turnieju Bellator FC wagi półciężkiej z 2012 oraz mistrz tejże organizacji z 2013.

## Życiorys
Végh urodził się w Dunajskiej Stredzie na Słowacji. Jego rodzice pochodzili z mniejszości węgierskiej, która licznie zamieszkuje południowo-zachodnią Słowację. Mając 5 lat zaczął trenować zapasy w stylu klasycznym i przez następne 9 lat poświęcił się tej dyscyplinie, ale nie osiągnął żadnych większych sukcesów. W wieku 15 lat zainteresował się jedną z odmian karate – kenpō i rozpoczął treningi. Przez całą karierę, która trwała prawie 7 lat, zdobył czternaście razy mistrzostwo Węgier oraz był wielokrotnym medalistą wielu zawodów kenpō w Europie. W 2006 roku został mistrzem Europy w kenpō w kat. do 93 kg oraz mistrzem świata w tej samej kategorii wagowej.

## Kariera MMA

### Wczesna kariera
Po zakończeniu kariery w kenpō postanowił spróbować sił w MMA. Mając doświadczenie z zapasów oraz kenpō, które często są stylami źródłowymi zawodników MMA, w 2008 roku rozpocząć intensywne treningi mieszanych sztuk walki. Jeszcze w tym samym roku 23 marca zadebiutował w MMA, pokonując Mateja Turcana przez poddanie. Do końca roku stoczył jeszcze cztery zwycięskie pojedynki. W pierwszym kwartale 2009 walczył lokalnych galach na Węgrzech, Słowacji i Czechach, wygrywając wszystkie cztery pojedynki, pokonując m.in. 29 kwietnia Polaka, Sebastiana Hercunia. Po tej walce zainteresowała się nim polska organizacja, KSW i podpisała z nim kontrakt.

### Lata 2009–2010
Swój pierwszy pojedynek w KSW stoczył 15 maja 2009 roku na gali KSW 11 przeciwko Łukaszowi Jurkowskiemu – utytułowanemu zawodnikowi taekwondo oraz tryumfatorowi pierwszego turnieju KSW. Po dwurundowym pojedynku sędziowie jednomyślnie punktowali zwycięstwo Polaka. Porażka z Jurkowskim była pierwszą w dotychczasowej karierze Végha oraz przerwała pasmo 9 zwycięstw z rzędu. Trzy miesiące po walce w Polsce zwyciężył przed czasem na gali It’s Showtime. Do końca roku pokonywał m.in. Czeczena mieszkającego na stałe w Polsce, Asłambieka Saidowa.
28 listopada 2009 przegrał z Finem Tonim Valtonenem na fińskiej gali Shooto Finland. Jeszcze w tym samym roku w grudniu pokonał Igora Henca w pojedynku o pas mistrzowski węgierskiej organizacji Total Fight Championships.
2010 rok również udanie rozpoczął, najpierw 13 lutego zdobył pas mistrza Europy organizacji WFFA (World Free Fight Association) pokonując Serba Aleksandra Radosawljewicza na punkty, następnie 26 marca znokautował Borisa Tonkowicia i zdobył kolejne mistrzostwo, słowackiej organizacji Styx.
7 maja 2010 wystartował w turnieju KSW wagi półciężkiej na gali KSW 13, gdzie w ćwierćfinale pokonał przez TKO Łukasza Skibskiego, natomiast w półfinale uległ Danielowi Taberze przed czasem, poddając się wskutek założonej dźwigni na kolano.
Po przegranej z Taberą, 22 maja 2010 zremisował z Rosjaninem Adłanem Amagowem, a 7 dni później pokonał przez TKO mającego epizod w japońskiej organizacji Pride FC, Litwina, Egidijusa Valaviciusa. Koniec roku zakończył porażką przed czasem z Duńczykiem, Simonem Carlsenem na gali Heroes Gate 2 w Pradze.

### Rok 2011
Nowy rok rozpoczął od remisu z Holendrem, Hansem Stringerem. Do końca roku wygrywał m.in. z Finem, Marcusem Vanttinenem oraz Niemcem, Jonasem Billsteinem. Po serii czterech zwycięstw z rzędu związał się z czołową amerykańską organizacją Bellator FC.

### Bellator FC
W swoim debiucie 20 kwietnia 2012 na gali Bellator 66 pokonał przez niejednogłośną decyzję sędziów Amerykanina, Dana Spohna. Zwycięstwo to dało mu szansę na wystartowanie w turnieju wagi półciężkiej, który rozpoczął się 22 czerwca (Bellator 71). Ostatecznie Végh zwyciężył w turnieju pokonując m.in. Emanuela Newtona i Travisa Wiuffa oraz otrzymując czek o wartości 100 tys. USD i prawo walki o mistrzostwo Bellatora w wadze półciężkiej. 28 lutego 2013 w pojedynku o pas zmierzył się z ówczesnym mistrzem Francuzem, Christianem M’Pumbu, którego pokonał na punkty po pięciorundowym starciu, tym samym zdobywając pas. Mistrzostwo stracił już w pierwszej obronie 21 marca 2014 na rzecz byłego rywala Emanuela Newtona, który niejednogłośną decyzją sędziów odebrał pas Słowakowi. 25 sierpnia 2014 po niespełna jednej porażce został zwolniony z organizacji Bellator.

### Powrót do KSW i M-1 Global
Na początku 2015 roku, związał się ponownie z Konfrontacją Sztuk Walki. W swoim piątym występie dla polskiej organizacji 23 maja 2015 zmierzył się o pas mistrzowski w wadze półciężkiej z Chorwatem Goranem Reljiciem, ostatecznie ulegając mu niejednogłośnie na punkty.
16 czerwca 2016 przedłużył serię porażek do trzech, przegrywając przez nokaut z Aleksandrem Wołkowem, w pojedynku o mistrzostwo M-1 Global wagi ciężkiej.
21 października 2016 na gali M-1 Challenge 71 przegrał z kolejnym Rosjaninem, Wiktorem Niemkowem jednogłośnie na punkty.

### Oktagon MMA
Zwycięską niemoc przełamał 29 lipca 2017 w Pradze na gali Oktagon 3, wygrywając jednogłośną decyzją sędziów z Irlandczykiem Paulem Byrne.
12 listopada 2017 na kolejnej gali (Oktagon 4) z pod szyldu czesko-słowackiej organizacji Oktagon MMA, poddał najbardziej doświadczonego zawodnika w historii, Travisa Fultona.
Nieco ponad rok później na gali Oktagon 10 pokonał jednogłośnie na punkty Brazylijczyka, Maiquela Falcão.
W 2019 roku jego pojedynki zakończyły się przez nokauty w pierwszych rundach. Najpierw w czerwcu (Oktagon 12) przegrał z Amerykaninem, Virgilem Zwickerem, a następnie w listopadzie (Oktagon 15) wygrał z Czechem, Karlosem Vémolą.
Po blisko 5 latach na gali Oktagon 58 stoczył rewanż z Karlosem Vémolą, który tym razem przegrał przez poddanie w drugiej rundzie.
W walce wieczoru gali Oktagon 72, która odbyła się 14 czerwca 2025 stoczył tzw. trylogię z Karlosem Vémolą. Ponownie przegrał z Czechem, tym razem na pełnym dystansie jednogłośnie na punkty.

## Osiągnięcia

### Kenpō karate
- 2006: mistrz świata w kat. do 93 kg
- 2006: mistrz Europy w kat. do 93 kg
- 14-krotny mistrz Węgier

### Mieszane sztuki walki
- 2009: mistrz Europy Total Fight Championships w wadze półciężkiej
- 2010: mistrz Europy World Free Fight Association w wadze półciężkiej
- 2010: mistrz Styx MMA Association w wadze półciężkiej
- 2010: KSW 13 – półfinalista turnieju w wadze półciężkiej
- 2012: Bellator Summer Series Light Heavyweight Tournament – 1. miejsce w turnieju wagi półciężkiej
- 2013–2014: mistrz Bellator FC w wadze półciężkiej
- 2017: Mistrz Oktagon MMA w wadze półciężkiej

## Lista zawodowych walk w MMA
| Wynik     | Bilans  | Przeciwnik (bilans przed walką) | Rozstrzygnięcie                             | Runda | Czas | Rozgrywki                                               | Data       | Miejsce     | Uwagi                                                                                              |
| --------- | ------- | ------------------------------- | ------------------------------------------- | ----- | ---- | ------------------------------------------------------- | ---------- | ----------- | -------------------------------------------------------------------------------------------------- |
| Przegrana | 33-11-2 | Karlos Vémola (37-9)            | Decyzja (jednogłośna)                       | 5     | 5:00 | Oktagon 72: Vémola vs. Végh 3                           | 14.06.2025 | Praga       | Main Event                                                                                         |
| Przegrana | 33-10-2 | Karlos Vémola (36-8)            | Poddanie (duszenie trójkątne rękoma)        | 2     | 0:45 | Oktagon 58: Vémola vs. Végh 2                           | 08.06.2024 | Praga       | Pojedynek o pas mistrzowski Oktagon MMA w wadze półciężkiej. Main Event                            |
| Wygrana   | 33-9-2  | Karlos Vémola (27-6)            | KO (cios pięścią)                           | 1     | 2:07 | Oktagon 15: Végh vs. Vémola                             | 09.11.2019 | Praga       | Main Event                                                                                         |
| Przegrana | 32-9-2  | Virgil Zwicker (16-9-1)         | TKO (ciosy pięściami)                       | 1     | 3:18 | Oktagon 12: Végh vs. Zwicker                            | 08.06.2019 | Bratysława  | Main Event                                                                                         |
| Wygrana   | 32-8-2  | Maiquel Falcão (39-12)          | Decyzja (jednogłośna)                       | 3     | 5:00 | Oktagon 10: Deák vs. Galloway                           | 17.11.2018 | Praga       | |
| Wygrana   | 31-8-2  | Travis Fulton (255-54-10)       | Poddanie (duszenie trójkątne rękoma)        | 1     | 3:23 | Oktagon 4: Oktagon Výzva II Finále                      | 12.11.2017 | Bratysława  | Co-Main Event                                                                                      |
| Wygrana   | 30-8-2  | Paul Byrne (6-2)                | Decyzja (jednogłośna)                       | 3     | 5:00 | Oktagon 3: Open Air                                     | 29.07.2017 | Praga       | Debiut w Oktagon MMA. Zdobył wakujący pas mistrzowski Oktagon MMA w wadze półciężkiej. Main Event. |
| Przegrana | 29-8-2  | Wiktor Niemkow (25-6)           | Decyzja (jednogłośna)                       | 3     | 5:00 | M-1 Challenge 71: Nemkov vs. Vegh                       | 21.10.2016 | Petersburg  | |
| Przegrana | 29-7-2  | Aleksandr Wołkow (25-6)         | KO (ciosy)                                  | 1     | 2:38 | M-1 Challenge 68: Shlemenko vs. Vasilevsky 2            | 16.06.2016 | Moskwa      | Pojedynek o mistrzostwo M-1 Global w wadze ciężkiej.                                               |
| Przegrana | 29-6-2  | Goran Reljić (14-4)             | Decyzja (niejednogłośna)                    | 3     | 5:00 | KSW 31: Materla vs. Drwal                               | 23.05.2015 | Gdańsk      | Pojedynek o międzynarodowe mistrzostwo KSW w wadze półciężkiej.                                    |
| Przegrana | 29-5-2  | Emanuel Newton (23-7-1)         | Decyzja (jednogłośna)                       | 5     | 5:00 | Bellator 113                                            | 21.03.2014 | Mulvane     | Stracił mistrzostwo Bellator MMA w wadze półciężkiej. Co-Main Event.                               |
| Wygrana   | 29-4-2  | Christian M'Pumbu (18-4-1)      | Decyzja (jednogłośna)                       | 5     | 5:00 | Bellator 91                                             | 28.02.2013 | Rio Rancho  | Zdobył mistrzostwo Bellator MMA w wadze półciężkiej. Main Event.                                   |
| Wygrana   | 28-4-2  | Travis Wiuff (69-14)            | KO (ciosy pięściami)                        | 1     | 0:25 | Bellator 73                                             | 24.08.2012 | Tunica      | Wygrał turniej Bellator MMA Summer Series w wadze półciężkiej. Main Event.                         |
| Wygrana   | 27-4-2  | Emanuel Newton (19-6-1)         | Decyzja (niejednogłośna)                    | 3     | 5:00 | Bellator 72                                             | 20.07.2012 | Tampa       | Półfinał turnieju Bellator MMA Summer Series w wadze półciężkiej.                                  |
| Wygrana   | 26-4-2  | Zelg Galešić (11-6)             | Poddanie (duszenie zza pleców)              | 1     | 1:00 | Bellator 71                                             | 22.06.2012 | Chester     | Ćwierćfinał turnieju Bellator MMA Summer Series w wadze półciężkiej. co-Main Event.                |
| Wygrana   | 25-4-2  | Dan Spohn (6-1)                 | Decyzja (niejednogłośna)                    | 3     | 5:00 | Bellator 66                                             | 20.04.2012 | Cleveland   | Debiut w Bellator MMA.                                                                             |
| Wygrana   | 24-4-2  | Jonas Billstein (9-0)           | Poddanie (duszenie trójkątne nogami)        | 3     | N/A  | Heroes Gate 4                                           | 23.06.2011 | Praga       | Main Event                                                                                         |
| Wygrana   | 23-4-2  | Grigor Aschugbabjan (6-5)       | TKO (niezdolność do kontynuowania walki)    | 2     | 0:26 | KSW 16: Khalidov vs. Lindland                           | 21.05.2011 | Gdańsk      | |
| Wygrana   | 22-4-2  | Marcus Vänttinen (20-2)         | Decyzja (jednogłośna)                       | 3     | 5:00 | Rock and Brawl                                          | 14.05.2011 | Kouvola     | Main Event                                                                                         |
| Wygrana   | 21-4-2  | Magomedbag Agaev (22-10)        | TKO (przerwanie przez narożnik)             | 3     | N/A  | Heroes Gate 3                                           | 24.03.2011 | Praga       | Co-Main Event                                                                                      |
| Remis     | 20-4-2  | Hans Stringer (17-5-1)          | Remis (jednogłośny)                         | 2     | 5:00 | Nitrianska Noc Bojovnikov III: Ring of Honor            | 05.02.2011 | Nitra       | |
| Przegrana | 20-4-1  | Simon Carlsen (4-1)             | TKO (ciosy pięściami)                       | 2     | 2:40 | Heroes Gate 2                                           | 21.10.2010 | Praga       | |
| Wygrana   | 20-3-1  | Evgeny Lapin (2-3)              | Poddanie (duszenie trójkątne nogami)        | 1     | 4:33 | Nitrianska Noc Bojovnikov: Ring of Honor                | 03.06.2010 | Nitra       | |
| Wygrana   | 19-3-1  | Egidijus Valavicius (17-7)      | Decyzja (jednogłośna)                       | 2     | 5:00 | Heroes Gate 1                                           | 29.05.2010 | Praga       | Main Event                                                                                         |
| Remis     | 18-3-1  | Adlan Amagov (6-1)              | Remis (jednogłośny)                         | 3     | 5:00 | Azerbaijan Pankration Federation: Azerbaijan vs. Europe | 22.05.2010 | Baku        | |
| Przegrana | 18-3    | Daniel Tabera (15-2-3)          | Poddanie (dźwignia prosta na kolano)        | 1     | 4:57 | KSW 13: Kumite                                          | 07.05.2010 | Katowice    | Półfinał turnieju KSW w wadze półciężkiej.                                                         |
| Wygrana   | 18-2    | Łukasz Skibski (5-1)            | TKO (kolana)                                | 1     | 4:53 | KSW 13: Kumite                                          | 07.05.2010 | Katowice    | Ćwierćfinał turnieju KSW w wadze półciężkiej.                                                      |
| Wygrana   | 17-2    | Kristof Nataška (3-0)           | KO (soccer kicki)                           | 1     | N/A  | KO Boxing Club Galanta: ODPLATA                         | 17.04.2010 | Šaľa        | Main Event                                                                                         |
| Wygrana   | 16-2    | Boris Tonkovic (0-0)            | TKO (ciosy pięściami)                       | 1     | 0:50 | Den Gladiatora 7                                        | 26.03.2010 | Bratysława  | Co-Main Event                                                                                      |
| Wygrana   | 15-2    | Aleksandar Radosavljevic (8-1)  | Decyzja (jednogłośna)                       | 3     | 5:00 | Noc Skorpiona 6                                         | 13.02.2010 | Karlovac    | Main Event                                                                                         |
| Wygrana   | 14-2    | Igor Henc (1-0)                 | TKO (ciosy pięściami)                       | 1     | 3:30 | Total FC: TotalFight                                    | 12.12.2009 | Salgótarján | Main Event                                                                                         |
| Przegrana | 13-2    | Toni Valtonen (20-9)            | Decyzja (niejednogłośna)                    | 3     | 5:00 | Shooto Finland: Helsinki Fight Night                    | 28.11.2009 | Helsinki    | Main Event                                                                                         |
| Wygrana   | 13-1    | Arnoldas Joknys (1-3)           | TKO (poddanie się po ciosach)               | 1     | 1:11 | Noc Bojov 1                                             | 31.10.2009 | Nitra       | |
| Wygrana   | 12-1    | Asłambiek Saidow (5-0)          | Poddanie (dźwignia na staw łokciowy)        | 2     | 2:23 | KOTR – Return of Gladiators                             | 16.10.2009 | Brno        | |
| Wygrana   | 11-1    | Lubos Suda (0-0)                | Poddanie (dźwignia prosta na staw łokciowy) | 1     | 1:30 | Hell Cage 4                                             | 20.09.2009 | Praga       | |
| Wygrana   | 10-1    | Gustav Dietz (0-0)              | TKO (ciosy pięściami)                       | 1     | 1:13 | It's Showtime: Budapest                                 | 29.08.2009 | Budapeszt   | |
| Przegrana | 9-1     | Łukasz Jurkowski (13-9)         | Decyzja (jednogłośna)                       | 2     | 5:00 | KSW 11: Khalidov vs. Acacio                             | 15.05.2009 | Warszawa    | Debiut w KSW. Co-Main Event                                                                        |
| Wygrana   | 9-0     | Sebastian Hercun (1-2)          | TKO (poddanie się po ciosach)               | 1     | 2:41 | Fight Stage Championship 3                              | 30.04.2009 | Koszyce     | |
| Wygrana   | 8-0     | Markus Wagner (8-5)             | Poddanie (duszenie trójkątne rękoma)        | 1     | 1:33 | Free Fight Championship: On Tour                        | 25.04.2009 | Jena        | |
| Wygrana   | 7-0     | Lukas Turecek (3-0)             | KO (ciosy)                                  | 1     | 0:12 | Hell Cage 3                                             | 29.03.2009 | Praga       | |
| Wygrana   | 6-0     | Zsolt Zatureczky (1-0)          | Decyzja (jednogłośna)                       | 2     | 5:00 | Vendetta                                                | 15.03.2009 | Csongrád    | |
| Wygrana   | 5-0     | Markus Di Gallo (3-2)           | Decyzja (jednogłośna)                       | 3     | 5:00 | Fight Stage Championship 2                              | 10.11.2008 | Bratysława  | |
| Wygrana   | 4-0     | Martin Wojcik (2-3)             | Poddanie (dźwignia prosta na staw łokciowy) | 2     | 4:29 | Hell Cage 2                                             | 19.10.2008 | Praga       | |
| Wygrana   | 3-0     | Matyas Levante (0-0)            | TKO (ciosy pięściami)                       | 1     | 0:55 | Total FC: TotalFight                                    | 20.08.2008 | Peszt       | |
| Wygrana   | 2-0     | Matej Turcan (0-0)              | TKO (poddanie się po ciosach)               | 2     | 1:46 | Fight Stage Championship 1                              | 02.06.2008 | Koszyce     | |
| Wygrana   | 1-0     | Matej Turcan (0-0)              | Poddanie (dźwignia prosta na staw łokciowy) | 1     | 4:35 | Top X-Fight 2: In the Middle of Nowhere                 | 29.03.2008 | Żylina      | |